# Plagiochila kitagawae
Plagiochila kitagawae là một loài rêu trong họ Plagiochilaceae. Loài này được Inoue mô tả khoa học đầu tiên năm 1974.